# Zagajów (powiat buski)
Zagajów – wieś w Polsce położona w województwie świętokrzyskim, w powiecie buskim, w gminie Solec-Zdrój
| SIMC    | Nazwa    | Rodzaj    |
| ------- | -------- | --------- |
| 0271354 | Podymacz | część wsi |

W latach 1975–1998 miejscowość należała administracyjnie do województwa kieleckiego.

## Historia
W XIX wieku Zagajów opisany był jako wieś i folwark w powiecie stopnickim, gminie Zborów, parafii Piasek Wielki, odległy 9 wiorst od Stopnicy. W r. 1827 było w Zagajowie 20 domów, 106 mieszkańców. W r. 1881 folwark Zagajów został oddzielony od dóbr Rzegocin. W 1886 r. rozległość mórg 459 w tym: gruntów ornych i ogrodów mórg 335, łąk mórg 65, pastwisk mórg 13, lasu mórg 42, nieużytków mórg 4, budynków murowanych 3, drewnianych 3, płodozmian 4 lowy, las był nieurządzony . 
W połowie XV w. wieś Zagajów, w parafii Piasek Wielki, własność Spytka z Melsztyna herbu Leliwa, miała łany kmiece, karczmę z rolą, z których dziesięcinę, wartości 4 grzywien, dawano biskupowi krakowskiemu Karczma z rolą, własność plebana w Wielkich Piaskach, płaciła czynszu 2 grzywny (Długosz, L. B., II, 421).
W 1508 r. łączył się Zagajów ze Skarbisławicami w jedną całość dóbr. W r. 1579 Gnojeńska (dziedziczka) płaciła tu od 14 osad, 3 1/2 łana i 1 biednego.

## Osoby związane z Zagajowem
- Spytek Melsztyński (1398–1439) - przywódca husytów i organizator konfederacji korczyńskiej. Poległ w bitwie pod Grotnikami.